# Kzinek
A kzinek Larry Niven műveiben szereplő kitalált, harcias és vérszomjas macskaszerű idegen faj.

## Háttér és történelem
A kzinek egy Földnél kissé hűvösebb, szárazabb éghajlatú bolygón fejlődtek ki egy síkvidéki ragadozó macskafajból. Szülőbolygójukat Otthonnak vagy Kzinotthonnak nevezik. A kzinek a 61 Ursa Majoris harmadik bolygójáról származnak. Civilizációjuk a földi középkori feudális állapotokat tükrözte, amikor egy, magukat Jotoknak nevező űrutazó faj kereskedői szálltak le bolygójukon. A Jotokok csillagközi kereskedők voltak, akik zsoldosokat kerestek. Miután megtanították a kzineket, hogyan használjanak csúcstechnológiás fegyvereket és űrhajókat, a kzinek fellázadtak és korábbi uraikat rabszolgákká (és gyakran zsákmányukká) tették.
A kzin társadalom rendkívül hímközpontú. A faj vezetője a Pátriárka, a cím örökletes. A kzinek magukat „Hősöknek” vagy „Hősi fajnak” nevezik, társadalmuk nagyra értékeli a hősies viselkedést. A kzin társadalomban a „hősiesség” jelentése: dicsőségesnek és feddhetetlennek lenni. A kzin dicsőség sok tekintetben hasonlít a klingonokéhoz vagy a szamurájok bushidójához.
Miután a kzinek hozzáfértek a génmanipuláció technológiájához, elkezdték átalakítani önmagukat, hogy kiemeljék fajuk hősies vonásait, és eltávolítsák a kevésbe kívánatosakat. Végül, mivel a nőstényeket csak mint kicsinyeik kihordójaként tekintették, a hímközpontú kzin társadalom alig értelmes tulajdontárgyakká változtatta őket.
A kzineket gyakran emberformájú tigriseknek írják le, ám jelentős és látható különbségeket találhatunk a két faj között. A kzinek nagyobbak az embernél, álló testtartással nagyjából 2,6-2,8 méter magasak, súlyuk kb. 250 kg. E tigrisszerű kétlábúaknak nagy membránszerű füleik, hajlékony gerincű, hordószerű testük és nagy tépőfogaik és karmaik vannak. A népszerű emberformájú állatleírásokkal ellentétben a kzinek az emberhez hasonlóan állnak két lábon, nincsenek visszafelé hajó ízületeik. Lábaikon öt, kezeiken négy ujj (három normál és egy hüvelykujj) található. Testüket vastag, hosszú szőrme borítja, ennek színe a narancs, sárga és fekete változatos egyvelege. A teljesen fekete szőrme ritka, az ezzel született kzineket a fekete papság neveli fel. Farkuk csupasz és a patkányokéhoz hasonlít, orruk fekete. A kzinek füle csak kívül szőrös, ott is csak a fül közepéig. A fülek rózsaszínűek, az alakjuk nagyjából egy kínai legyezőre hasonlít, gyakran "denevérszárnyúnak" is nevezik. A kzinek képesek a fülüket teljesen hátralapítani a fejükre, harc közben így védik azokat.
Nyelvük sziszegő, ők a "Hősi Nyelvnek" hívják, írásjegyeik pontokból és vesszőkből állnak (feltehetően a kzin karmokkal ez volt a kézenfekvő írásmód). A hím kzineknek ("kzintosh") nincsenek külső nemi szerveik.
A kzinek népességük egy kis csoportját egy növényevő (így mélységesen megvetett) állat, a sthondat nyirokfolyadékával kezelik, függőséget alakítva ki ezáltal. A csoport 99%-a nagy valószínűséggel megőrül, ám a túlélők telepatikus képességre tesznek szert. A telepatákat a harcosok csoportja csakis különleges képességük használata miatt tűri meg, társadalmukban páriaként kezelik őket, éppen csak a rabszolgák vannak alattuk rangban, bár egyes rabszolgák érdemeik szerint akár magasabban is lehetnek felettük. A telepaták ritkán szerezhetnek nevet, és nem szaporodhatnak.
A legtöbb kzin nőstény (kzinrret) értelem nélküli, szótáruk alig száz szóból és hangból áll; viselkedésük ösztönös, a hímek vagyontárgyként kezelik őket. Ez nem mindig volt így: az ősi kzinrretek értelmesek voltak, amíg a kzintoshok Jotok biotechnológia segítségével jelen állapotukba alakították őket; ezzel egyidőben a hímek magukat gyilkológépekké fejlesztették. A kzin társadalom hagyománya szerint az Agyaras Isten a kzinrretek lelkét elvette, mintegy büntetésként, amiért a kzinek teremtése után megpróbáltak fellázadni ellene. Ugyanakkor még napjainkban is ritkán ugyan, de előfordul, hogy bizonyos vérvonalakban és a primitívebb csoportoknál értelmes kzinrretek születnek. Ezek a primitívebb törzsek még a genetikai módosítások előtt szakadtak el a Patriachiától.
A kzinek az első értelmes faj, amellyel az emberiség az Ismert Űrben kapcsolatot teremtett. Az első találkozás az emberiség Aranykorának végét eredményezte (ebben az Aranykorban még a történelmet is úgy alakították át, hogy az erőszakos viselkedésnek még a nyomát is kiirtsák, a szervezett erőszakot gyakorlatilag eltüntették, e korban nincsen háború, csak alkalmankénti események az aszteroida-övezetben, ahol az orvosi és pszichiátriai kezelés csak ritkán érhető el).

## A Névadás szokása
A kzintoshok névtelenül születnek, nevüket dicső cselekedetekkel kell kiérdemelniük. Kölyökként az apjukkal való kapcsolatuk alapján különböztetik meg őket. Kifejlett korban beosztásuk vagy foglalkozásuk alapján nevezik őket. Az a kzintosh, aki nagy szolgálatot tett a Patriarchiának, felettesétől részleges nevet kap; még nagyobb szolgálat teljes nevet eredményez, melynek második tagja a család neve.
A legritkább esetben eredményezhet egy kiemelkedő cselekedet teljes nevet egy névtelennek egy lépésben. Erre jó példa, amikor Rabszolgák-Idomítója kapott teljes nevet azután, hogy egymaga eljuttatott egy működő hiperhajtóművet a Patriarchiának ("Nora Argamantine hadnagy hősi mítosza", írta Donald Kingsbury, MKW7), ezáltak kiérdemelve a Graaf-Nig nevet.
E szabály alól kivételek a -Riit család tagjai, akik megszámlálhatatlan generáción át voltak Pátriárkák. Ők a felnőttkor elérésekor automatikusan nevet kapnak. Ugyanakkor a "Sors kohója" c. műben a Riit trón várományosa, "Markoló" nem kapott nevet, amíg ki nem érdemelte.
Csak a teljes nevet viselőknek szabad a szaporodás.
A kzinek Névadásának egy példája:
- Születési leírás: Khral-Hrag Harmadik-Fia
- Foglalkozás leírása: Fegyverek-Technikusa
- Részleges név: Frep-Technikus
- Teljes név: Frep-Hrag

## Az Ember-Kzin Háborúk
Más szerzőktől származó történetek további öt Ember-Kzin háborúról számolnak be. E háborúk hatásáról Louis Wu egyik visszatekintése nyújt összegzést: „A kzinek nem jelentenek komoly fenyegetést. Mindig korábban támadnak, minthogy készen állnának rá.” Bár egyre csökkenő logisztikai és technológiai fölénnyel ugyan, de minden egyes Ember-Kzin háború kzin gyarmati bolygók elcsatolásával vagy felszabadításával végződik. Így találkozik az Ember a kzinek korábbi rabszolga-fajaival, úgymint a Pierinekkel, és a Kdatlynókkal, és így foglal el világokat, mint amilyen a Kanyon (korábban Robbanófej és a Fafnir (korábban Shasht). A Háborúk számos története a legközelebbi emberi kolónián, a Kentaur Alfáján, ottani nevén Wunderlandon játszódik.
Háborús időkben, valamint egyéb alkalmakkor a kzinek az emberi foglyok vallatását Az Igazság Forró Tűje nevű kínzóeszközzel végezték. Larry Niven a Gyűrűvilág mérnökei c. regényében Chmeee (korábbi nevén Állatokhoz Beszélő), a hajó pilótája járművét Az Igazság Forró Tűje névvel ruházza fel, a kínzóeszköz emlékére.
A Gyűrűvilág regényből megtudhatjuk, hogy a kzinek fokozatos visszaszorítása a Pierson Bábosok megtervezett akciósorozatának köszönhető. A Bábosok először egy Csillagmag-csalival a Megcsináltuk-ra csalták a Kívülállókat. Reményük szerint a kzinek legagresszívabb példányai negyedének vagy harmadának kiirtásával egy sokkal békésebb fajt lehetne létrehozni, vagy legalábbis egy olyat, amely képes más fajok legyilkolása és felfalása nélkül együtt élni velük; erre a háborúk remek eszközül szolgáltak. A vállalkozás fényes sikerrel járt, bár a kzinek nincsenek nagy véleménnyel a változásokkal kapcsolatban, és az ezért megfizetett árért sem lelkesednek. Valójában a kzinek egy Kdaptistáknak nevezett csoportja, akiket frusztráltak az Emberiségtől elszenvedett sorsfordulatok, eljutott addig a feltételezésig, hogy Isten az Embert, és nem a Kzint teremtette a maga hasonlatosságára, és minden más faj előtt az Embert szereti és védelmezi.
A Bábosok várakozásának megfelelően egyfajta természetes kiválasztódás történt, a legagresszívebb kzinek kihaltak a rosszul előkészített háborúkban; a kifinomult, intelligens és óvatos kzin túlélők hosszasan gondolkozhattak arról, érdemes-e újabb háborút indítaniuk. Mire a kzinek eljuthattak volna arra a szintre, ahol kifinomult és előrelátó stratégiával győzhettek volna az emberek felett, nem volt sem elegendő népességük, sem hajtóerejük a vállalkozáshoz.
Ez a tendencia odáig jutott, hogy amikor Louis Wu a Kzin anyabolygóra tett látogatásakor belépést nyert a Pátriárka vadászrezervátumába, és ott egy fiatal kzinnel és annak apjával találkozott, a kölyök kérdésére: "Meg lehet ezt enni?", Wu egy vigyorral (ami a kzineknél a kihívást jelenti) felelt. Az apja válasza ennyi volt: "NEM!" Wu szerint a fiatal kzin jobban teszi, ha arzént eszik, mintha az emberrel próbálkozna…
Arról, hogy az emberiség ennyire veszélyes ellenféllé vált a kzinek számára, részben a kzineknek a nőkkel szembeni pszichológiai vakfoltja az oka. Mivel a kzinek a nőstényeikből kiirtották az intelligenciát, a tapasztalatlan kzintosh gyakran óvatlan az emberi nőstényekkel, és ez gyakran végzetes következményekkel jár az adott kzinre nézve. A történetek leírják, hogy a Hősök rettegett rémálma egy harcedzett embernőstény. A kzinek még nevet is alkottak az ilyen nőknek: emb-rret. A kzinek szerint az emb-rret állóképessége, gyorsasága, reflexei, fájdalomtűrése és érvelőkészsége messze az emberhímeké fölött áll. Emiatt számos kzin külön fajként tekint az ember hím és nőstény egyedeire.

## Az Otthonvilág
A kzinek Otthonvilága, melyet a kzineket kivéve mindenki "Kzin"-nek hív, a 61 Ursae Majoris körül kering, nagyobb felszíni gravitáció és a földinél hosszabb napok és évek jellemzik. A Pátriárka az egész bolygót irányítja hatalmas palotájából. Az utolsó Ember-Kzin háború végén a Kzint 2618-ban elfoglalták és lefegyverezték az emberi csapatok.